# COVID-19-vaccin

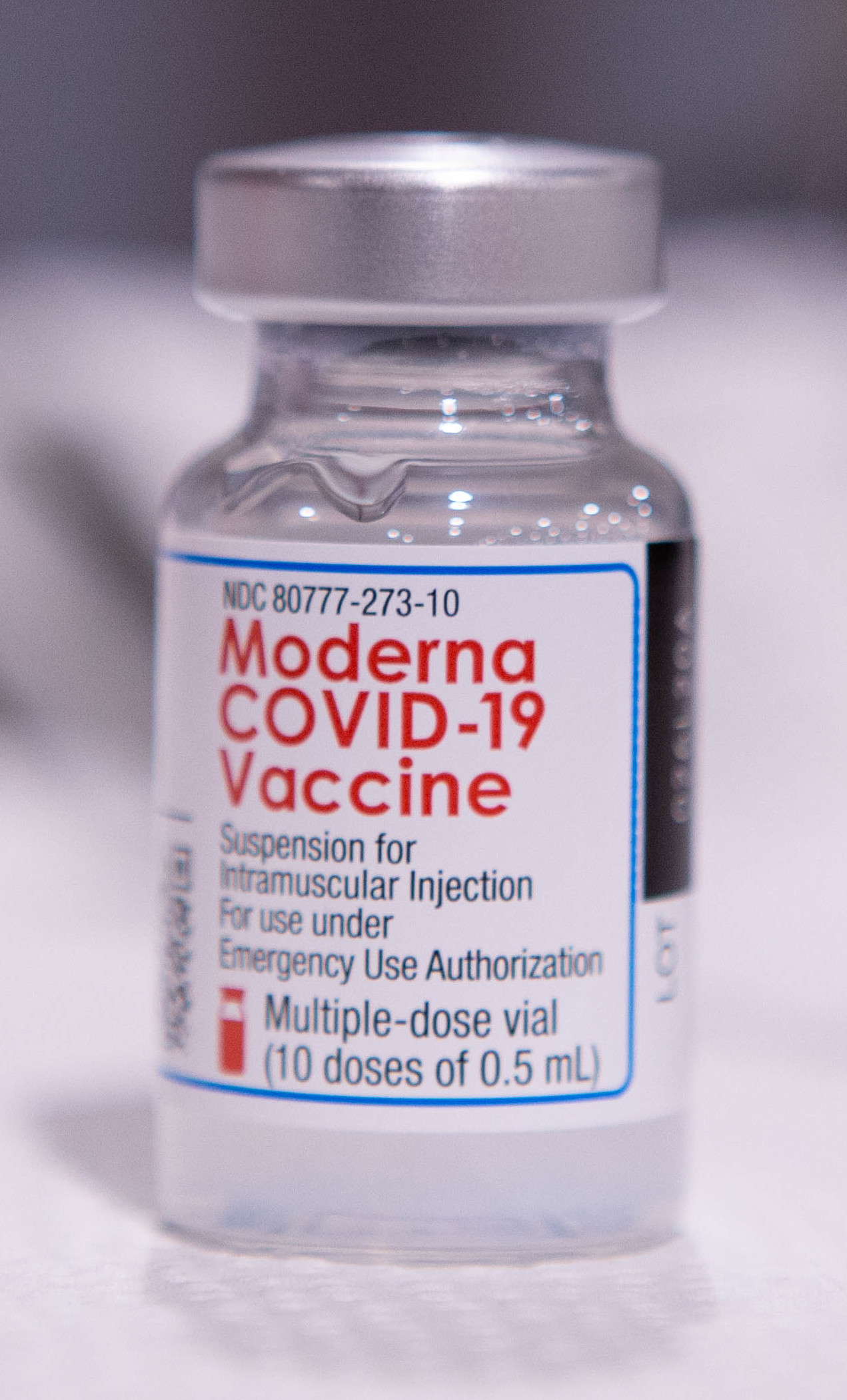
Injectieflacon met het COVID-19-vaccin van Moderna

Een COVID-19-vaccin of coronavaccin is een vaccin tegen het SARS-CoV-2-virus, dat de ziekte COVID-19 veroorzaakt.
Zodra het virus ontdekt was, heeft de Wereldgezondheidsorganisatie (WHO) experts samengeroepen om een profiel voor een vaccin op te stellen waarmee de pandemie kon worden bestreden en waaraan een vaccin minimaal en idealiter zou moeten voldoen. Dat gaat zowel over de doeltreffendheid en de veiligheid als over praktische zaken, die van belang zijn voor het effectief toedienen van een vaccin op wereldschaal. Echter, de WHO kon deze eisen niet afdwingen. Producenten gingen met bestaande technologieën aan de slag om zo snel mogelijk een vaccin op de markt te kunnen brengen.
In november 2020 meldden farmaciebedrijven de eerste succesvolle resultaten en kondigden aan de vaccins binnenkort op de markt te zullen brengen.

## Geschiedenis
In december 2019 werd COVID-19 voor het eerst ontdekt, en sinds januari 2020 is SARS-CoV-2 geïdentificeerd als de oorzaak van de ziekte. Hierop volgde een internationale reactie om de uitbraak tegen te gaan, en om een vaccin te ontwikkelen. Door de snelle verspreiding ontstonden internationale samenwerkingen en overheidsmaatregelen om op verkorte termijn vaccins aan te maken. Een vaccin voor een besmettelijke ziekte is nog nooit eerder ontwikkeld geweest in minder dan twee jaar, en er bestaat geen eerder vaccin tegen een coronavirusinfectie.
Eind februari 2020 zei de WHO geen vaccin te verwachten binnen de komende 18 maanden. De Coalition for Epidemic Preparedness Innovations (CEPI) – die een fonds van 2 miljard dollar wil opzetten voor snelle investering en ontwikkeling van vaccinkandidaten – gaf in april aan dat er een vaccin beschikbaar zou kunnen zijn onder een noodprotocol in minder dan 12 maanden, tegen het begin van 2021.

Voortgang van de vaccinatiecampagne tegen COVID-19 in Europa.

Net als alle geneesmiddelen werden COVID-19-vaccins onderworpen aan uitgebreide klinische onderzoeken voordat ze konden worden goedgekeurd door medicijnagentschappen. Goedkeuring en toelating werden alleen verleend wanneer significante werkzaamheid en veiligheid werden aangetoond. Een vaccin wordt als veilig beschouwd als ernstige bijwerkingen niet of slechts zeer zelden optreden.
In België en Nederland werden in de  coronacrisis vier verschillende vaccins ingezet, alle vier gebaseerd op twee recente ontwikkelingen in de biotechnologie: RNA-vaccins (het vaccin van BioNTech/Pfizer en het vaccin van Moderna) en  vectorvaccins (het vaccin van AstraZeneca en het vaccin van Janssen).
In november 2021 had de Europese Commissie namens de lidstaten voor 71 miljard euro aan contracten getekend voor de aankoop van maximaal 4,6 miljard COVID-19-vaccindoses. Dat zijn bijna 12 doses per burger.

## Lijst van coronavaccins die ergens ter wereld werden goedgekeurd voor gebruik
|    | Vaccin                   | Ontwerper / sponsor                                                                   | Land van oorsprong                    | Technologie                   |
| -- | ------------------------ | ------------------------------------------------------------------------------------- | ------------------------------------- | ----------------------------- |
| 1  | BBIBP-CorV               | Sinopharm                                                                             | China                                 | geïnactiveerd vaccin          |
| 2  | Spoetnik V®              | Gamaleja-Instituut voor Epidemiologie en Microbiologie                                | Rusland                               | virale-vectorvaccin           |
| 3  | Tozinameran (Comirnaty®) | BioNTech / Pfizer                                                                     | Verenigde Staten / Duitsland          | RNA-vaccin                    |
| 4  | Elasomeran (Spikevax®)   | Moderna                                                                               | Verenigde Staten                      | RNA-vaccin                    |
| 5  | AZD1222 (Vaxzevria®)     | Universiteit van Oxford / AstraZeneca                                                 | Verenigd Koninkrijk                   | virale-vectorvaccin           |
| 6  | EpiVacCorona             | VECTOR                                                                                | Rusland                               | peptide vaccin (en.wikipedia) |
| 7  | CoronaVac®               | Sinovac                                                                               | China                                 | geïnactiveerd vaccin          |
| 8  | Ad5-nCoV                 | CanSino Biologics                                                                     | China                                 | virale-vectorvaccin           |
| 9  | BBV152                   | Bharat Biotech                                                                        | India                                 | geïnactiveerd vaccin          |
| 10 | Ad26.COV2.S              | Janssen Pharmaceutica (Johnson & Johnson) en het Beth Israel Deaconess Medical Center | België / Nederland / Verenigde Staten | virale-vectorvaccin           |
| 11 | NVX-CoV2373 (Nuvaxovid®) | Novavax en Coalition for Epidemic Preparedness Innovations                            | Verenigde Staten                      | subunit-vaccin                |
| 9  | Corbevax                 | Biological E. Limited (BioE)                                                          | India                                 | subunit-vaccin                |

#### RNA-vaccins

##### Bijwerkingen
De belangrijkste bijwerkingen kunnen zijn: koorts, hoofdpijn, spierpijn en algemene malaise. 60% van de ontvangers meldt dergelijke symptomen, die na hoogstens twee dagen weer verdwenen zijn. Waarschijnlijk - zij het niet bewezen – worden deze kortstondige bijwerkingen van het vaccin veroorzaakt door het aanmaken van het type I interferon (IFN-I) dat nodig is voor het aanmaken van een effectieve immuunrespons. Menstruatieverstoringen zijn bewezen.
Na de introductie van de covidvaccinaties is een internationale gemeenschap ontstaan van mensen die ernstige, long-covidachtige klachten ontwikkelden na hun prik.
In maart 2023 gaf de Duitse zorgminister Karl Lauterbach in een interview met ZDF heute aan dat 1 op de 10.000 gevaccineerde Duitsers last had gekregen van ernstige bijwerkingen. Hij verontschuldigde zich dat patiënten die hierover klaagden, vaak niet serieus waren genomen. In Denemarken was 4,2% van de vaccinbatches van Pfizer verantwoordelijk voor 71% van de vermoedelijke bijwerkingen, aldus een studie die maart 2023 in het European Journal of Clinical Investigation is gepubliceerd.

##### Tozinameran
Op 9 november 2020 gaven Pfizer en BioNTech aan dat hun RNA-vaccin met de merknaam Comirnaty in tussentijdse resultaten voor 90% effectief was in het voorkomen van COVID-19 bij ingeënte patiënten. De EU plaatste een bestelling van 300 miljoen doses.
Op 2 december 2020 gaf de MHRA, het Brits agentschap voor geneesmiddelen en gezondheidszorg, noodtoestemming voor het vaccin van Pfizer–BioNTech, tozinameran, waardoor het Verenigd Koninkrijk als eerste een vaccin goedkeurde. Op 8 december 2020 kreeg de 90-jarige Margaret Keenan als eerste dit vaccin toegediend in het universiteitshospitaal van Coventry, hoewel al eerder een ander vaccin toegediend werd in Rusland.
Het Europees Geneesmiddelenbureau gaf op 21 december 2020 zijn goedkeuring voor het gebruik. Commissievoorzitter Ursula von der Leyen bevestigde dat de Europese Commissie het coronavaccin dezelfde dag nog zou goedkeuren.

##### Elasomeran
Elasomeran, ook wel bekend als 'het Moderna-vaccin', is een vaccin ontwikkeld door het (en) National Institute of Allergy and Infectious Diseases (NIAID), de Biomedical Advanced Research and Development Authority (BARDA) en Moderna. Het wordt toegediend in twee doses van 0,5ml via een intramusculaire injectie, met vier weken tussentijd.
Op 16 november 2020 meldde Moderna dat hun vaccin voor 94,5% effectief is, gebaseerd op 90 besmettingen in de proefgroep. De benodigde bewaartemperatuur is -20° Celsius, in de koelkast blijft het vaccin 30 dagen bruikbaar.
Op 18 december 2020 kreeg mRNA-1273 een versnelde goedkeuring van de Amerikaanse FDA. Het werd goedgekeurd in de Europese Unie op 6 januari 2021 en in het Verenigd Koninkrijk op 8 januari 2021.
Het vaccin wordt vooral toegediend in ziekenhuizen, omdat het moeilijk transporteerbaar is.

#### Virale-vectorvaccins

##### Gam-COVID-Vac
Op 11 november zeiden ook het Russische Fonds voor Directe Investeringen (RDIF) en het Gamaleja-Instituut voor Epidemiologie en Microbiologie in een persbericht dat hun vaccin Gam-COVID-Vac (met als merknaam Spoetnik V®) voor 92% effectief is.
Volgens een onderzoeksbericht in The Lancet raakten 0,1% van de gevaccineerden besmet en 1,3% van de niet-gevaccineerden. De onderzoekers concluderen dat het vaccin met 95% waarschijnlijkheid een bescherming van tussen de 85,6 en 95,2% biedt.

##### AZD1222
AZD1222, ook bekend als het vaccin van Oxford–AstraZeneca, Covishield, of ChAdOx1 nCoV-19, is een COVID-19-vaccin ontwikkeld door de universiteit van Oxford en AstraZeneca. Het wordt toegediend met een intramusculaire injectie, en gebruikt als vector een gewijzigd chimpansee-adenovirus ChAdOx1. Een van de testen gaf 90% efficiëntie indien een halve dosis gevolgd werd door een volledige dosis na één maand.
Op 30 december 2020 werd het vaccin goedgekeurd voor gebruik in het Verenigd Koninkrijk en het werd voor het eerst toegediend op 4 januari 2021. EMA keurde het vaccin goed op 29 januari 2021. Het wordt geleverd in een flacon met 8 of 10 doses die bij 2 tot 8 graden moeten worden bewaard. Het vaccin moet twee keer worden toegediend met een tussentijd van 4 tot 12 weken.
Op 15 februari 2021 keurde de WHO het vaccin goed voor gebruik in noodgevallen, waardoor het gemakkelijker kan gebruikt worden in ontwikkelingslanden.

##### Ad26.COV2.S
Ad26.COV2.S of JNJ-78436735, ook wel bekend als 'het Janssen-vaccin', is ontwikkeld door Janssen Pharmaceutica (Johnson & Johnson) en het Beth Israel Deaconess Medical Center. Het is een virale-vectorvaccin dat slechts één intramusculaire injectie vereist. Op 29 januari 2021 kondigde Janssen aan dat het voor 66% effectief is.
Op 24 februari 2021 gaf de FDA toestemming voor noodgebruik.
Het EMA gaf op 11 maart 2021 toestemming voor de registratie. Het vaccin komt op de markt in een verpakking die minimaal 5 doses van 0,5 ml bevat. Omdat er slechts één prik nodig is zullen de tabellen van gezette prikken anders gelezen moeten worden. Het toedienen is ook gemakkelijker, omdat de vloeistof voor injectie niet verdund hoeft te worden. De bewaartemperatuur van het vaccin is 2-8°C.
Op 13 april werd het prikken uitgesteld door Janssen zelf, naar aanleiding van 8 meldingen van trombose in de VS (op 7 miljoen prikken met het vaccin in de VS). Op 20 april oordeelde het Europees Geneesmiddelenbureau dat het hier om een zeer zeldzame bijwerking gaat en dat met vaccineren kon worden gestart in de EU. Op 2 juni 2021 besloot minister van Volksgezondheid Hugo de Jonge, op advies van de Gezondheidsraad, het vaccin van Johnson & Johnson niet meer verder te gebruiken in de Nederlandse vaccinatiestrategie. Het vaccin wordt nog wel gebruikt voor het vaccineren van daklozen en zeevarenden, omdat van het Janssen vaccin maar één prik nodig is.

#### Subunit-vaccins

##### Novavax-vaccin
Het Novavax-COVID-19-vaccin, met als codenaam NVX-CoV2373, en ook SARS-CoV-2 rS genoemd, is een COVID-19-vaccin ontwikkeld door Novavax en Coalition for Epidemic Preparedness Innovations (CEPI). Er zijn twee doses nodig en het is stabiel tussen 2 en 8 graden Celsius (gekoeld). Op 20 december 2021 keurde het Europees Geneesmiddelenagentschap het vaccin goed voor gebruik in de Europese Unie.

##### Corbevax
Corbevax of BioE COVID-19 is een eiwit-subeenheid-COVID-19-vaccin ontwikkeld door het Texas Children's Hospital aan het Baylor College of Medicine in Houston, Texas en dynavax technologies gevestigd in Emeryville, Californië. Het is in licentie gegeven aan het Indiase biofarmaceutische bedrijf Biological E. Limited (BioE) voor ontwikkeling en productie. Het vaccin is niet gepatenteerd en het is de bedoeling dat het onder COVAX openlijk in licentie wordt gegeven.

## Kandidaat-vaccins
Een actueel overzicht van de vaccinkandidaten wordt bijgehouden door de WHO.
In mei 2020 waren er in totaal 159 vaccinkandidaten in ontwikkeling via klinisch onderzoek, waarvan zeven in Fase I (eerste tests op mensen), en vijf in Fase II (tests op biologische activiteit).
De universiteit van Oxford had, in samenwerking met AstraZeneca, als een van de eerste ter wereld, een vaccin klaar tegen het coronavirus, ChAdOx1 nCoV-19, dat getest kon worden op mensen. Het vaccin was in juli 2020 in Fase II-III van het klinisch onderzoek. In juni besloten Nederland, Frankrijk, Duitsland en Italië een bestelling te plaatsen bij het farmaceutisch bedrijf AstraZeneca dat samen met de universiteit van Oxford een vaccin ontwikkelde. Op 9 september 2020 werden de testen tijdelijk stilgelegd omdat een proefpersoon mogelijk ongewenste bijwerkingen gekregen had. Op 23 november 2020 meldde het bedrijf een werkzaamheid van 62% tot 90%, afhankelijk van de gegeven dosis.
Het in Leiden gevestigde bedrijf Janssen Vaccines maakte in juni 2020 na veelbelovende dierexperimenten bekend een door genetische manipulatie verkregen mogelijk vaccin te gaan testen op mensen. Vanwege de Nederlandse regelgeving worden deze in de VS en België uitgevoerd en in landen met veel besmettingen. In juli 2020 werd bekendgemaakt dat in september 2020 ook in Nederland, Spanje en Duitsland zou worden gestart met het testen. Eerder is de gebruikte techniek toegepast bij ebola en hiv. Het bedrijf beschikt over veel kapitaal en een grote productiecapaciteit.
De Amerikaanse regering koos drie vaccins uit om te sponsoren voor testen in Fase III van het grootschalige vaccinatieprogramma Operation Warp Speed: mRNA-1273 van Moderna in juli 2020, AZD1222 van de universiteit van Oxford en AstraZeneca in augustus en BNT162 van Pfizer en BioNTech in september.
Op 11 augustus 2020 kondigde de Russische president Vladimir Poetin de registratie aan van het eerste vaccin, hoewel Fase III-proeven nog moesten beginnen. Poetin beweerde dat zijn dochter het vaccin al toegediend had gekregen.
In september 2020 heeft de Europese Commissie voor haar lidstaten afspraken gemaakt voor de aankoop van vaccins en aanvullende opties tot bestellen van zes vaccinkandidaten, namelijk tozinameran, AZD1222 van AstraZeneca & de universiteit van Oxford, Moderna, Sanofi & GlaxoSmithKline (GSK), Janssen & Johnson & Johnson en CureVac. De verdeling van de aangekochte vaccins vindt plaats naar rato van het bevolkingsaandeel van de lidstaat in de Europese Unie. Op basis hiervan ontvangt Nederland 3,89% van de aangekochte vaccins. De Europese Unie financierde 2,15 miljard euro voor het opzetten en uitbouwen van productiecapaciteit bij deze zes fabrikanten. Hiervoor kreeg de Europese Unie voorrang bij de aankoop van de vaccins.
In oktober 2020 waren er 321 kandidaat-vaccins in ontwikkeling, daarvan 33 in Fase I-II en 9 in Fase II-III.
Op 6 november 2020 waren er 46 vaccins in Fase I-II en 11 in Fase II-III. De grootste kanshebbers om als eerste beschikbaar te zijn, waren op dat moment BNT162b2 van Pfizer, mRNA-1273 van Moderna, AZD1222 van AstraZeneca, en Ad26.COV2.S van Janssen Pharmaceutica/Johnson & Johnson.

### SARS-CoV-2-vaccinkandidaat van de Katholieke Universiteit Leuven
Het SARS-CoV-2-vaccinkandidaat van de Katholieke Universiteit Leuven is een kandidaat-vaccin voor de bestrijding van SARS-CoV-2 dat aan het Rega-instituut van de Katholieke Universiteit Leuven wordt ontwikkeld, onder leiding van viroloog Johan Neyts. De eerste resultaten van het onderzoek verschenen op 1 december 2020 in Nature.
Het vaccin wordt ontwikkeld op basis van een bestaand vaccin tegen gele koorts, ontwikkeld in 1938 door Max Theiler. Het bevat een levend verzwakt virus dat na vaccinatie verschillende aspecten van het immuunsysteem activeert. De onderzoekers verwachten dat het ten vroegste in 2022 op de markt zal komen.

### ZIP-1642
Dit SARS-CoV-2-vaccin is een mRNA-vaccin dat in 2020 binnen een samenwerkingsverband tussen de Universiteit Gent en Ziphius Vaccines werd ontwikkeld. In 2021 starten de klinische studies met dit vaccin. Het ZIP-1642-SARS-CoV-2 mRNA-vaccin komt voort uit het onderzoekswerk van prof. Niek Sanders (Universiteit Gent) die reeds meer dan 10 jaar onderzoek doet naar mRNA-gebaseerde vaccins en geneesmiddelen. Het ZIP-1642-vaccin is net zoals de mRNA-vaccins van BioNtech/Pfizer, Moderna en CureVac ingebed in lipidenanodeeltjes.

### Soberana 02
Cuba heeft zijn eigen vaccins ontwikkeld. Dit is een geconjugeerd vaccin waarbij de Covidantigeen chemisch gekoppeld is met de tetanusvaccin, een anatoxine. De eerste medische proeven in Cuba zijn gestart op 13 augustus 2020 met kinderen van vijf tot negentien jaar. (De Cubaanse medische instituten zijn gespecialiseerd in het ontwikkelen van vaccins voor kinderen.) Een van de Fase III klinische proeven is gestart in Iran in samenwerking met het Pasteur Instituut van Iran. Hiervoor zijn op 11 maart 2021, 100.000 doses geleverd aan Iran vanuit Cuba. Er is belangstelling voor dit vaccin vanuit Vietnam, Iran, Venezuela en andere landen waarmee Cuba samenwerkingsakkoorden heeft zoals Pakistan en India.

### VLA2001
Het Franse biotechnologiebedrijf Valneva ontwikkelt coronavaccin VLA2001 op basis van een klassieke technologie van geïnactiveerde stukjes virus. Hierbij wordt het virus in een laboratorium onschadelijk gemaakt en wordt het via vaccinatie ingebracht in een lichaam om de afweer van het lichaam te activeren. Het Europees Geneesmiddelenagentschap kijkt sinds begin december 2021 mee met het onderzoek naar het vaccin. De Europese Commissie heeft een overeenkomst gesloten met Valneva voor de aanschaf van bijna 27 miljoen doses van het vaccin.

## Effectiviteit

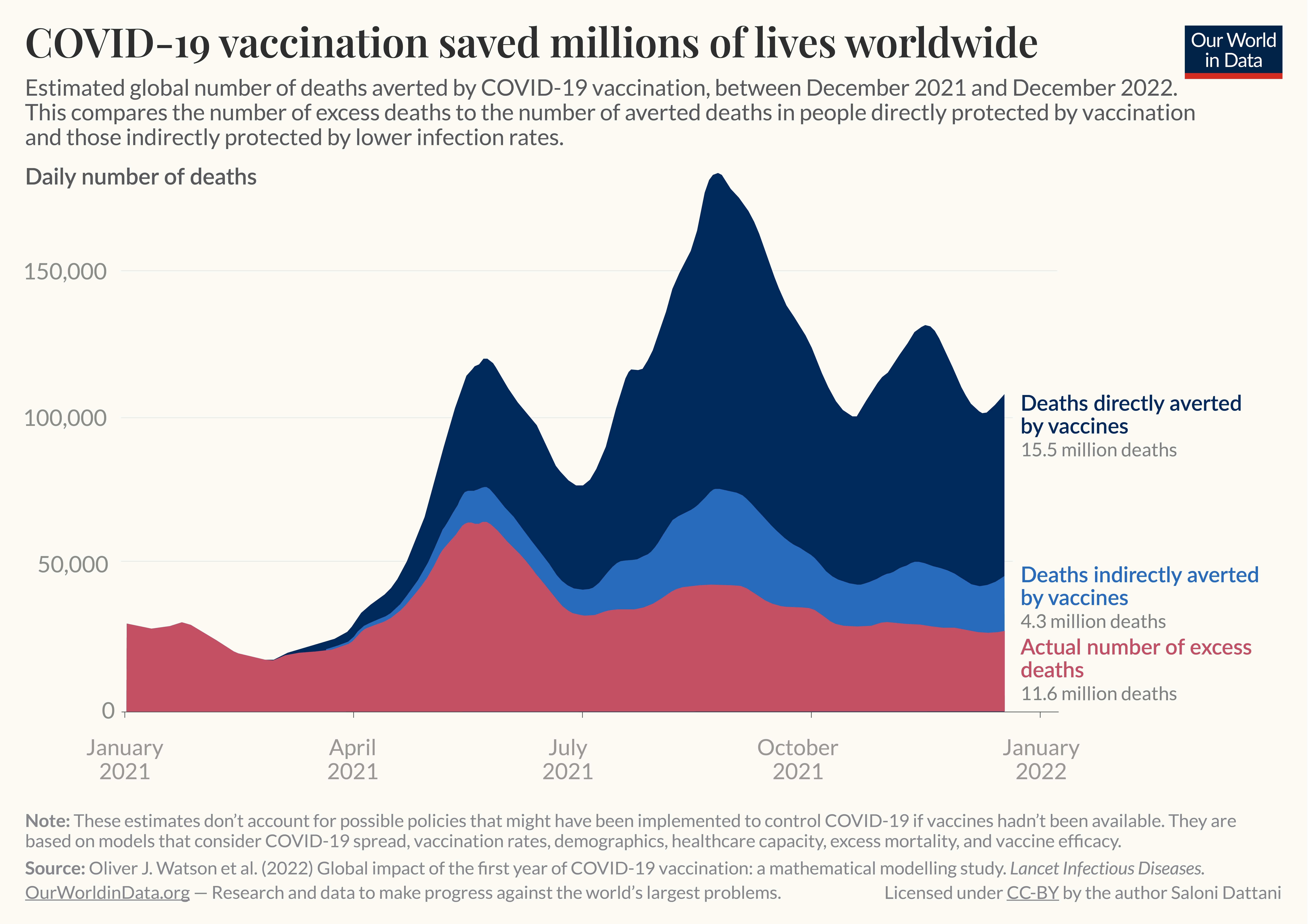
Onderzoekers hebben geschat dat COVID-19 vaccins ongeveer 20 miljoen levens wereldwijd hebben gered in het eerste jaar dat het vaccin beschikbaar was.

Uit onderzoek over vaccingebruik tijdens de pandemie blijkt dat vaccinatie infecties kan verminderen en het meest effectief is in het voorkomen van ernstige COVID-19-symptomen en sterfte, maar minder goed in het voorkomen van milde COVID-19. De werkzaamheid neemt na verloop van tijd af, maar kan met boostertherapieën op peil worden gehouden. In 2021 meldde het CDC dat ongevaccineerde mensen tien keer meer kans hadden om in het ziekenhuis te worden opgenomen en elf keer meer kans om te overlijden dan volledig gevaccineerde mensen. 
In november 2021 schatte een onderzoek van het ECDC dat 470.000 levens van mensen boven de 60 jaar waren gered sinds het begin van de vaccinatiecampagne in de Europese regio. 
Volgens gegevens van de CDC van begin december 2021 "liepen ongevaccineerde volwassenen ongeveer 97 keer meer kans om te sterven aan COVID-19 dan volledig gevaccineerde mensen die een boostervaccinatie hadden gekregen".
In februari 2023 stelde een systematische review in The Lancet dat de bescherming die infectie biedt vergelijkbaar is met die van vaccinatie, zij het met een verhoogd risico op ernstige ziekte en overlijden als gevolg van de ziekte van een eerste infectie.
Uit een onderzoek van de CDC uit januari 2024 bleek dat het up-to-date houden van de vaccins het risico op beroertes, bloedstolsels en hartaanvallen gerelateerd aan COVID-19 kan verminderen bij mensen van 65 jaar of ouder of met een aandoening die hen kwetsbaarder maakt voor deze aandoeningen.

### Soort bescherming
Bij de meeste vaccins wordt alleen onderzocht of het vaccin (ernstige) ziekte verhindert, niet of het elke infectie, dus ook asymptomatische, verhindert. Het onderscheid tussen die twee vormen van bescherming is van belang, omdat in het tweede geval denkbaar is dat de gevaccineerde persoon de infectie kan doorgeven. In het geval van COVID-19 is goed mogelijk dat een vaccin effectief IgG-antilichamen opwekt die wel een infectie van de longen verhinderen, maar niet van de bovenste luchtwegen omdat daar eerder IgA-antilichamen actief zijn.
Wegens schaarste van vaccins werden in een aantal landen de tweede vaccindoses later gegeven. Daardoor zijn meer mensen ten minste ten dele beschermd, maar mogelijkerwijs geeft het virusmutaties meer kans om door de vaccinatie heen te breken.
Het Duitse gerenommeerde Paul Ehrlich Instituut (PEI) rapporteerde in september 2022 over het zogenaamde post-vac-syndroom: langdurige klachten komen na de vaccinatie niet meer voor dan in de rest van de bevolking.

### Invloed van medische toestand
Hiv-positive personen hebben een minder goede bescherming door Novavax dan hiv-negatieve. Een dergelijk effect is te verwachten voor alle personen met problemen van het immuunsysteem. Zo is bij ouderen te verwachten dat vaccins minder goed en minder lang bescherming bieden.

### Combinatie van vaccins
Een voorlopig resultaat uit een onderzoek naar een gemengde inenting met AstraZeneca als eerste prik en Pfizer als tweede prik is, dat de combinatie effectief is en een sterkere reactie van het immuunsysteem oproept dan twee AstraZeneca-prikken. Deze AstraZeneca/Pfizer-combinatie wordt in meerdere Europese landen gebruikt vanwege leverproblemen of vanwege de mogelijke bijwerkingen van AstraZeneca.

### Studies in Nederland
De VECTOR-studie is een multicenter observationele studie waarin met behulp van een test-negative design de Vaccin Effectiviteit (VE) tegen COVID-19-gerelateerde ziekenhuisopnamen wordt geschat. De VECTOR-studie wordt uitgevoerd door een aantal ziekenhuizen in samenwerking met het RIVM.
De Vaccinatiestudie Corona, ook wel VASCO, onderzoekt de langetermijneffectiviteit van coronavaccins onder de Nederlandse bevolking. Hierbij wordt onderzocht hoe lang de vaccins werken en of ze beschermen tegen nieuwe varianten van het coronavirus. Met VASCO worden 50.000 Nederlanders gedurende 5 jaar gevolgd.

## Vaccinatieschema
Vaccins die effectief en veilig bleken, werden snel op de markt gebracht. Door de korte ontwikkelingstijd was op dat moment niet duidelijk, hoe vaak het vaccin gegeven moet worden en met welke tussenperiodes. In de loop van 2021 werd duidelijk, dat een basisimmunisering uit drie doses moet bestaan (twee vaccinaties en de zgn. 3e of “boosterprik”) bij onder andere de in Europa veel gebruikte mRNA-vaccins van Moderna en BioNTech.

## Technologieën
In april 2020 meldden wetenschappers van de Coalition for Epidemic Preparedness Innovations (CEPI) dat tien verschillende technologieën in onderzoek en ontwikkeling zijn om een werkend vaccin aan te maken, waaronder:
- geïnactiveerde vaccins (kandidaat-vaccins BBIBP-CorV van Sinopharm en CoronaVac van Sinovac)
- subunit-vaccins (vaccin van Novavax en kandidaat-vaccin van Medicago)
- RNA-vaccins (tozinameran van Pfizer/BioNTech, elasomeran van Moderna, CVnCoV van CureVac en een van de twee vaccins van Sanofi-GSK)
- virale-vectorvaccins (AZD1222 van AstraZeneca, Ad26.COV2.S van Janssen (Johnson & Johnson), Spoetnik V van de Gamaleya Research Institute of Epidemiology and Microbiology en Ad5-nCoV van CanSino Biologics)
- virusachtig deeltje betrokken in DNA-replicatie (kandidaat-vaccins LV-SMENP-DC van het Shenzhen Genoimmune Medical Institute)[79][80][81]

| COVID-19: Vaccintechnologieën Mei 2020  | COVID-19: Vaccintechnologieën Mei 2020              | COVID-19: Vaccintechnologieën Mei 2020                 |
| Moleculair platform                     | Totaal aantal kandidaten (159 uit meerdere bronnen) | Aantal kandidaten met proeven op mensen (^ in Fase II) |
| --------------------------------------- | --------------------------------------------------- | ------------------------------------------------------ |
| Niet replicerende virale drager         | 15                                                  | 2 ^                                                    |
| RNA-gebaseerd                           | 19                                                  | 2                                                      |
| DNA-gebaseerd                           | 11                                                  | 1                                                      |
| Geïnactiveerd vaccin (klassiek vaccin)  | 7                                                   | 2                                                      |
| Ongedefinieerd                          | 36                                                  | 4                                                      |
| Subunit-vaccins                         | 47                                                  | 1                                                      |
| Replicerende virale drager              | 13                                                  | 0                                                      |
| Virusachtig deeltje                     | 7                                                   | 0                                                      |
| Levend verzwakt virus (klassiek vaccin) | 3                                                   | 0                                                      |
| Replicerende bacteriële drager          | 1                                                   | 0                                                      |

## Organisatie
De WHO coördineert de inspanningen rond een COVID-19-vaccin in een wereldwijd samenwerkingsverband, de Access to COVID-19 Tools (ACT) Accelerator.